# Seznam srbskih fizikov
Seznam srbskih fizikov.

## A
- Ivan Aničin (1944 – 2016)

## C
- Slobodan Carić

## Č
- Iztok Čadež (1945 –), astrofizik
- Marijan Čadež (1912 – 2009), meteorolog
- Vladimir M.(išo) Čadež (1940 –), astrofizik

## Ć
- Živojin Ćulum (1911 – 1991)

## D
- Stevan Dedijer (1911 – 2004)
- Aleksandar Despić (1927–2005) (fizikalni kemik)
- Petar Dokić (kozmolog)
- Ivan G. Draganić

## G
- Ivan Gutman (1947 –)

## H
- Nikola Hajdin (gradbenik, predsednik SANU) (1923 - 2019)
- Fedor Herbut

## I
- Dragiša Ivanović (1914 – 2001)

## J
- (Pavle Jakšić)
- Dragoljub K. Jovanović (1891 – 1970)

## K
- Dušan Kanazir (biokemik/molekularni biolog 1921 – 2009)
- Stevan Karamata (1926 – 2015) inženir geologije
- Nenad Kostić (kemik)

## L
- Sima Lozanić (kemik)

## M
- Slobodan Macura (1948 –) (fizikalni kemik, ZDA)
- Bogdan Maglić (1928 – 2017) (ZDA)
- Mileva Marić (1875 – 1948) por. Einstein
- (Vukić Mićović 1896-1981- kemik)
- Mihajlo Lj. Mihajlović (1924 – 1998) (kemik)
- Miodrag V. Mihailović (1922 – 2014) (srb.-slov.)
- Milutin Milanković (1879 – 1958) (matematik, astronom, klimatolog, geofizik)
- Veljko Milković (1949 –) (izumitelj in večdisciplinarni raziskovalec)
- Dragoljub Milosavljević (1906 – 1950)
- Vojislav Mišković (1892 – 1976) (astronom)

## N
- Milan Napijalo (1926 – 2009)
- Tihomir "Tica" Novakov (1929 – 2015) (srbsko-ameriški)
- Ljubislav Novaković (1932 –)

## P
- Dimitrije Pešić?
- Jordan Pop-Jordanov (1925 – 2024) (Makedonec)
- Dragoslav Popović
- Zoran V. Popović (*1952) (interdisciplinarni znanstvenik)
- Mihajlo Pupin (1854 – 1935)
- Jagoš Purić (1942 – 2022)

## R
- Svetomir Ristić (1886 – 1971)

## S
- Pavle Savić (1909 – 1994)
- Đorđe Stanojević
- Kosta Stojanović ?

## T
- Nikola Tesla
- Panta S. Tutundžić (1900-64) - kemik